# Мацеста (Сочи)
Маце́ста — курортный микрорайон в городе Сочи, известный своими сероводородными источниками и санаториями, базирующимися на них.

Монумент «Мацеста»

## История
10 августа 1934 года Президиумом ВЦИК Сочинскому горсовету из состава упразднённого Сочинского района был переподчинён Мацестинский поселковый совет (курортный посёлок Мацеста). Перед этим к сельсовету Старая Мацеста был присоединён посёлок Новая Мацеста и наименован курортным посёлком Мацеста.
10 февраля 1961 года с присоединением к Сочи Адлерского (бывшего Сочинского) и Лазаревского районов и преобразованием собственно города Сочи в Центральный район г. Сочи границы Хостинского района, образованного в 1951 году, с 7 апреля 1961 года расширяются в сторону центра Сочи до реки Верещагинки, что, таким образом, включает Мацесту как микрорайон в Хостинский район г. Сочи.

## География
Микрорайон расположен в Хостинском районе в долине реки Мацеста.

## Достопримечательности
Старая Мацеста
Сероводородные источники находятся в Старой Мацесте. Первое, что вы здесь увидите — это монументальное здание водолечебницы № 4, больше напоминающее античный храм. Пещеры с сероводородными источниками находятся чуть в стороне. Вход в них закрыт решётками во избежание несчастных случаев. Запах сероводорода повсюду.
Мацестинский виадук
Мост через реку Мацеста построен в 1936—1938 гг. по проекту архитекторов В. Г. Гельфрейха и В. А. Щуко в рамках генеральной реконструкции Сочи-Мацестинского курорта.
Дача И. В. Сталина
Личная дача Сталина построена в 1937 году по проекту Мирона Мержанова, на тот момент сталинского фаворита. Это здание решительно выбивается из всех канонов сочинской, да и вообще сталинской архитектуры. Некоторая угловатость форм является данью отвергнутому на тот момент конструктивизму. В комплекс дачи входит несколько зданий. На территории расположен собственный кинотеатр и бассейн с мацестенской сероводородной водой. С 1959 года в здании дачи располагается санаторий «Зеленая Роща».
Чай
В Мацестинской долине Сочи находятся чайные плантации, c которых с 1947 года собирает и выпускает чай Мацестинская чайная фабрика.